# Yorima albida
Yorima albida är en spindelart som beskrevs av Vincent Daniel Roth 1956. Yorima albida ingår i släktet Yorima och familjen kardarspindlar. Inga underarter finns listade i Catalogue of Life.